# Zuhres
Zuhres (in ucraino Зугрес?; in russo Зугрэс?, Zugrės) è un centro abitato dell'Ucraina, situato nell'oblast' di Donec'k.